# Thaumacecidomyia sinica
Thaumacecidomyia sinica är en tvåvingeart som beskrevs av Yang 1998. Thaumacecidomyia sinica ingår i släktet Thaumacecidomyia och familjen gallmyggor.
Artens utbredningsområde är Zhejiang (Kina). Inga underarter finns listade i Catalogue of Life.